# Luigino Bruni
Luigino Bruni (Ascoli Piceno, 30 mei 1966) is een Italiaans econoom en schrijver.
Bruni studeerde economie aan de Universiteit van Ancona en aan de Universiteit van Florence. In 2005 promoveerde hij aan de Universiteit van East Anglia bij Robert Sugden in de gedragseconomie met het proefschrift Civil Happiness: Economics and Human Flourishing in Historical Perspective. De stelling die Bruni in dit werk, en overigens ook in veel van zijn latere werk, verdedigt is dat de economie in de afgelopen tweehonderd jaar steeds meer uitsluitend een voertuig is geworden voor wat hij "vrijblijvend wederzijds voordeel" noemt, en dat de economie als wetenschap zich vervolgens uitsluitend is gaan richten op dat wat meetbaar is in geld.
In zijn werk grijpt Bruni terug naar het werk van de Italiaanse filosoof en priester Antonio Genovesi (1713-1769) die stelde dat de economie niet alleen gericht moest zijn op winstbejag maar ook op burgerlijk geluk, beschaving, burgerlijke deugden en solidariteit. In zijn Reciprocity, Altruism and the Civil Society betrekt Bruni de stelling dat de samenleving gebaat zou zijn bij wederkerigheid (niet alleen in vriendschappen, maar ook in economische relaties) en aan belangeloze vrijgevigheid.
Bruni is hoogleraar aan de Libera Università Maria Santissima Assunta (LUMSA) in Rome. Hij is internationaal coördinator van het project Economie van Gemeenschap, een initiatief van de Focolarebeweging.

## Voornaamste werken
- Civil Happiness: Economics and Human Flourishing in Historical Perspective Routledge, Londen 2006
- Civil Economy. Efficiency, Equity, Public Happiness Peter Lang, Oxford, 2007 (met S. Zamagni)
- Reciprocity, Altruism and the Civil Society, Routledge, Londen, 2008
- Benedetta economia Citta Nuova, Rome, 2008 (met A. Smerilli)
- The Wound and the Blessing New City Press, Londen, 2012
- The Genesis and the Ethos of the Market Palgrave Macmillan, 2012
- Handbook on the Economics of Reciprocity and Social Enterprise Edward Elgar, 2013 (met S. Zamagni)
- A Lexicon of Social Well-Being Palgrave Pivot, 2015
- De ongekende kant van de economie, gratuïteit en markt. Nieuwkuijk, Uitgeverij Nieuwe Stad, 2015 ISBN 978-94-91103-08-7. Co-auteur: Alessandra Smerilli

- Bibsys: 2125903
- Bibliothèque nationale de France: cb14466297v (data)
- Catàleg d'autoritats de noms i títols de Catalunya: 981058598251206706
- CiNii: DA13507989
- Gemeinsame Normdatei: 131964836
- International Standard Name Identifier: 0000 0001 1007 4626
- Library of Congress Control Number: n00107707
- Nationale Bibliotheek van Letland: 000138178
- Nationale Bibliotheek van Tsjechië: vse2006371913
- Nationale Bibliotheek van Israël: 987007595303305171
- Nederlandse Thesaurus van Auteursnamen: 073911984
- Istituto Centrale per il Catalogo Unico: CFIV199633
- Système universitaire de documentation: 076503550
- Virtual International Authority File: 117652597
- WorldCat: E39PBJtMqJdRcC6mHpQmWwrpfq